# Isa Magrini
Isa Laura Magrini (Ferrara, 3 dicembre 1876 – Campo di concentramento di Auschwitz, 10 aprile 1944) è stata una pittrice italiana.

## Biografia
Nacque in una famiglia ebrea di condizione agiata, da Mosè, banchiere e proprietario terriero, e da Fausta Artom. Non frequentò la scuola d'arte, ma ricevette inizialmente lezioni private di grafica da Giuseppe Zambelli, docente di disegno assonometrico presso la scuola "Dosso Dossi" di Ferrara. Il professor Zambelli si recava nel palazzo Finzi-Magrini di via Borgoleoni dove abitava la famiglia: oltre ad Isa ebbe come allievi i suoi fratelli Raffaello e Silvio, ma la più dotata nell'esercizio artistico era indubbiamente Isa, come rivelano alcuni album conservati ancora oggi da suoi eredi ferraresi. Datati tra il 1884 e il 1892, i fogli dei due album sono sia disegnati che colorati ad acquerello: raffiguranti in genere nature morte, le opere firmate dalla ragazza rivelano già un sapiente gusto decorativo.
Allorché Zambelli si trasferì in Grecia per insegnarvi disegno, il padre Mosè decise di far perfezionare la figlia presso il pittore Federico Bernagozzi che godeva all'epoca di grande fama locale, tanto da essere considerato una sorta di Boldini di provincia. I pezzi più significativi della Magrini si collocano a cavallo fra Otto e Novecento: si tratta di ritratti ai familiari e alle cameriere, anche se non manca qualche paesaggio.
La Magrini esordì sulla ribalta artistica nel 1898, partecipando presso il Palazzo dei Diamanti di Ferrara a una mostra collettiva allestita per ricordare il IV centenario dalla morte del Savonarola. Espose alcuni ritratti, insieme al suo maestro Bernagozzi e a giovani simbolisti ferraresi.
Conobbe Giulio Ascoli, uno scienziato triestino suo correligionario, che svolgeva incarico di assistente del celebre Augusto Murri presso la clinica medica dell'Università di Bologna, e se ne innamorò. I due convolarono a nozze nell'estate del 1901 a Ferrara e la pittrice portò in dote la cospicua somma di 200.000 lire: da allora la coppia iniziò un'esistenza cosmopolita, l'ambizioso Giulio Ascoli si trasferì via via in cliniche ed ospedali di Genova, Parigi, Milano, Pavia: qui fu chiamato quale ricercatore universitario dal professor Camillo Golgi, che aveva appena vinto il Premio Nobel per la medicina.
I continui spostamenti ebbero un influsso positivo sulla pittura della Magrini, che abbandonò il genere domestico ritrattistico per tentare strade più ardue, come rivelano alcune allegorie delle Arti, di squisito gusto liberty e un trittico, conservato in una collezione privata di Ferrara, che rivela simbologie massoniche, dai capziosi significati.
Animato di fervore irredentista e amante della propria terra, nel 1913 Ascoli decise di partecipare al concorso come direttore dell'Ospedale Civico di Trieste, che vinse dopo l'ottenimento della cittadinanza austriaca. La coppia visse lì pochi mesi felici, assieme alla figlia Ida (detta Lily), nata a Graz nel dicembre 1906 e prontamente adottata: scoppiata la prima guerra mondiale, Ascoli fu destinato a lavorare nell'ospedale militare di Kolomea in Galizia ma si rifiutò, dichiarandosi ammalato e pensando addirittura di disertare per arruolarsi nell'esercito italiano.

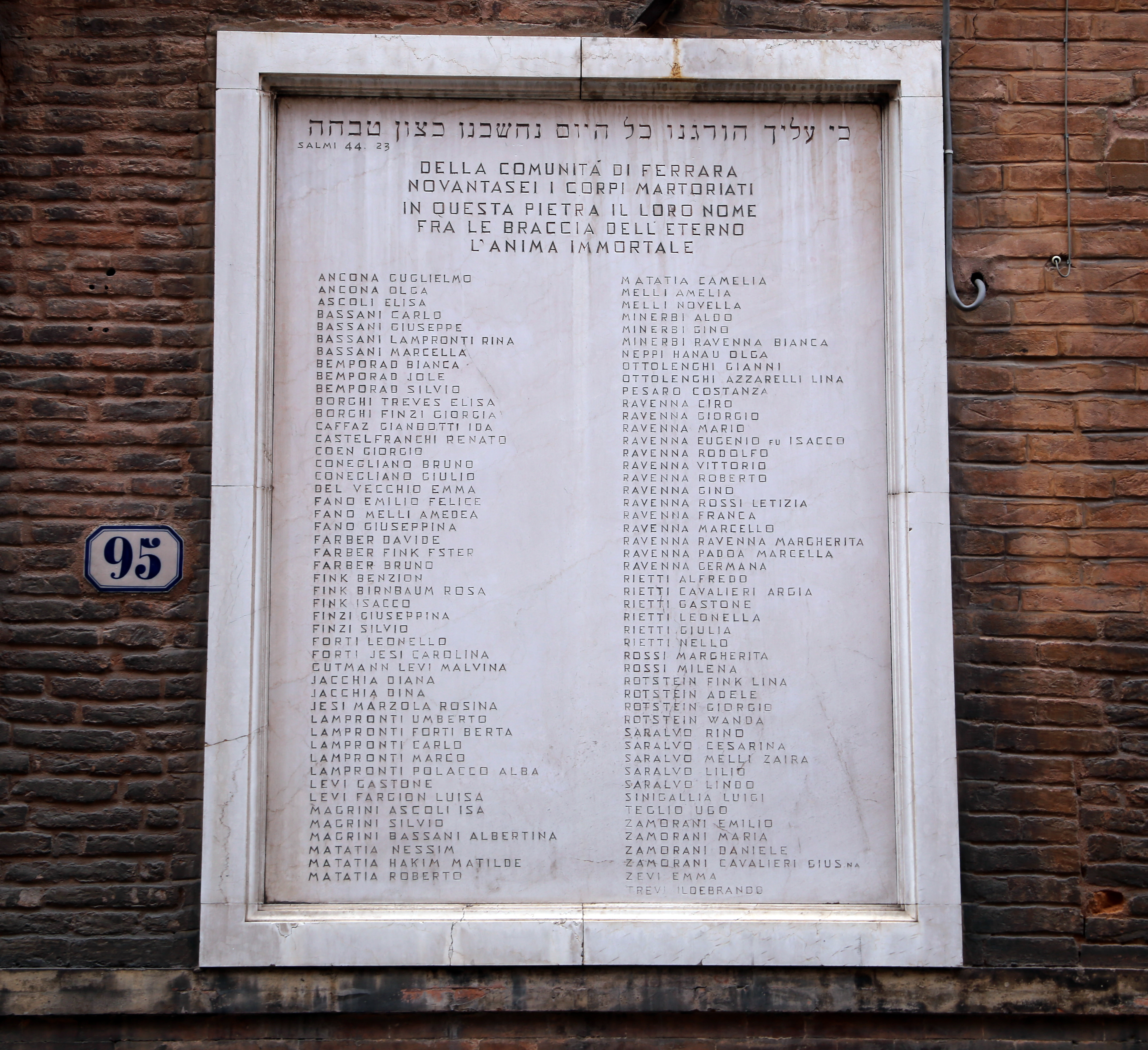
Epigrafe posta in via Mazzini a Ferrara, di lato all'ingresso della sinagoga. Il nome MAGRINI ASCOLI ISA si legge verso la fine dell'elenco nella colonna di sinistra.

Fu allora inviato nell'ospedale militare di Vienna, seguito dalla moglie: emaciato e denutrito, vi contrasse una grave forma di tubercolosi polmonare, morendovi a soli 45 anni.
Isa, distrutta dal dolore, decise allora di smettere di dipingere per dedicarsi ad allevare la figlia adottiva. Tornata a Ferrara, nel palazzo di famiglia, vi condusse vita riservata, mentre nello stesso periodo il fratello Silvio veniva eletto Presidente della Comunità Israelitica.

## Leggi razziali, deportazione e morte
A causa delle leggi antisemite del 1938, la Magrini decise di insegnare le "arti femminili", quali il ricamo, il tombolo e l'uncinetto, alle giovanissime allieve dell'Asilo e della Scuola Elementare posta nel Ghetto Ebraico, della quale divenne direttrice. Qui insegnava lettere anche il giovane Giorgio Bassani.
Nel 1944 cercò di fuggire in Svizzera assieme alla figlia e al genero, Renzo Bonfiglioli, ma venne catturata e quindi internata nel Campo di Fossoli.
Morì nel lager di Auschwitz, appena deportata; il suo è il solo nome di artista ricordato nella celebre lapide posta sulla facciata della Sinagoga di Ferrara.